# Mistrzostwa Polski w Narciarstwie 1936
Mistrzostwa Polski w Narciarstwie 1936 – zawody sportowe, które odbyły się w marcu 1936 r. w Zakopanem w konkurencjach narciarskich.

## Medaliści
| Konkurencja                                                 | Złoto                                                                          | Rezultat | Srebro                                                                           | Rezultat | Brąz                                                                   | Rezultat |
| Kombinacja norweska mężczyzn Bieg złożony mężczyzn          | Stanisław Marusarz SN PTT Zakopane                                             | 456      | Bronisław Czech SN PTT Zakopane                                                  | 448,5    | Jan Dawidek SN PTT Zakopane                                            | 408,9    |
| Bieg na 15 km mężczyzn                                      | Stanisław Karpiel Strzelec Zakopane                                            | 55:17    | Stanisław Wawrytko ON Sokół Zakopane                                             | 56:03    | Bronisław Czech SN PTT Zakopane                                        | 56:44    |
| Skoki mężczyzn                                              | Stanisław Marusarz SN PTT Zakopane                                             | 225      | Bronisław Czech SN PTT Zakopane                                                  | 203,3    | Stanisław Giewont ON Sokół Zakopane                                    | 189,2    |
| Kombinacja alpejska mężczyzn Złożony bieg zjazdowy mężczyzn | Bronisław Czech SN PTT Zakopane                                                | 367,5    | Walter Hollmann HDW, Czechosłowacja                                              | 370      | Stanisław Marusarz SN PTT Zakopane                                     | 384,46   |
| Bieg zjazdowy mężczyzn                                      | Walter Hollmann HDW, Czechosłowacja                                            | 3:42,0   | Stanisław Marusarz SN PTT Zakopane                                               | 3:45,5   | Bronisław Czech SN PTT Zakopane                                        | 3:46,5   |
| Slalom mężczyzn                                             | Bronisław Czech SN PTT Zakopane                                                | 176,2    | Walter Hollmann HDW, Czechosłowacja                                              | 185,2    | Marian Woyna Orlewicz SN Wisła Zakopane                                | 186,0    |
| Kombinacja alpejska kobiet Złożony bieg zjazdowy kobiet     | Helena Marusarzówna SN PTT Zakopane                                            | 237,2    | Bronisława Staszel-Polankowa ON Sokół Zakopane                                   | 239,5    | Janina Czechówna SN PTT Zakopane                                       | 324,0    |
| Bieg zjazdowy kobiet                                        | Helena Marusarzówna SN PTT Zakopane                                            | 2:16,5   | Bronisława Staszel-Polankowa ON Sokół Zakopane                                   | 2:27,5   | Janina Czechówna SN PTT Zakopane                                       | 3:18,0   |
| Slalom kobiet                                               | Bronisława Staszel-Polankowa ON Sokół Zakopane                                 | 183,8    | Helena Marusarzówna SN PTT Zakopane                                              | 201,5    | Janina Czechówna SN PTT Zakopane                                       | 252,4    |
| Bieg rozstawny 4 × 10 km                                    | SN PTT Zakopane Władysław Berych Eugeniusz Lorek Jan Dawidek Stanisław Skupień | 3:12:35  | ON Sokół Zakopane Józef Bursa Franciszek Mrowca Michał Stopka Stanisław Wawrytko | 3:16:05  | ŚKN I Katowice Józef Sikora Franciszek Fiedor Jan Haratyk Jan Czepczor | 3:20:51  |